# Alfhild Forslin
Alfhild Forslin, född 9 maj 1904 i Korpo, död 4 november 1991 i Åbo, var en finländsk musikforskare.
Forslin tjänstgjorde 1928–67 vid Åbo Akademis musikhistoriska samlingar, sedermera Sibeliusmuseum, som hon var med och byggde upp. Hon blev amanuens där 1961 och filosofie licentiat 1962. Hon upptecknade omkring 2 500 folkvisor och låtar i Svenskfinland. Hon skrev bland annat verket Runeberg och musiken (1958), en bibliografi med kommentarer och historisk översikt samt ett hundratal vetenskapliga artiklar.